# مكتبة الأسرة
مكتبة الأسرة هو مشروع مصري لنشر روائع الأدب من أعمال إبداعية وفكرية وفلسفية، وكذلك تقديم الأعمال التي شكلت مسيرة الحضارة منذ فجر التاريخ حتى الآن، علي أن تطرح هذه المكتبة للبيع بأسعار رمزية.

## نشأة مكتبة الأسرة
بدأ مشروع مكتبة الأسرة عام 1994، وقد بدأت فكرة إنشاء هذه المكتبة في اللجنة العليا لمهرجان القراءة للجميع برئاسة سوزان مبارك رئيس اللجنة، وتكاتفت جهود الجهات المشتركة في المهرجان لتمويل هذا المشروع وهم :
- المجلس الأعلى للشباب والرياضة
- وزارة التربية والتعليم
- وزارة التنمية المحلية
- جمعية الرعاية المتكاملة
- وزارة الإعلام
- وزارة الشباب

و منذ بداية مشروع مكتبة الأسرة في مهرجان القراءة للجميع، دخلت الحملة القومية للقراءة للجميع مرحلة نشر الكتاب وعدم الاكتفاء بعرضه للقراءة في المكتبات العامة، وذلك بإصدار عدد من الكتب في مختلف المجالات وبأعداد لم تسبق في تاريخ النشر المصري، حتى يشيع مناخ جيد في الثقافة العامة المصرية، وقد ساهم هذا في توسيع نطاق المهرجان ليشمل الشباب والأسرة إلى جانب الطفل، حيث أصبح الشعار منذ عام 1994 حتى الآن : «للطفل.. للشاب.. للأسرة» وهكذا نبع رافد رئيسي من روافد المشروع وهو مكتبة الأسرة.

## أهداف مشروع مكتبة الأسرة
- التشجيع على القراءة والاطلاع بين جموع الشباب والمواطنين.
- بث الروح الوطنية والشعور بالفخر بالثقافة المصرية، وذلك من خلال تمكين الشباب والمواطن من الإطلاع علي الأعمال الأدبية والإبداعية والدينية والفكرية والثقافية والسياسية التي صنعت مسيرته الحضارية وكونت وجدانه الفكري.
- نشر الأفكار الصادقة التي شكلت المسيرة الحضارية للشعب المصري وكذلك القيام بخطوة ضخمة للمواجهة الثقافية.
- تقديم أحدث الإنجازات العلمية بنشر أحدث مؤلفات العلماء التي تواكب التطور العلمي والتكنولوجي في العالم.
- التواصل مع الحضارات الأخرى من خلال الترجمة التي تقدم للشباب، حتى يطلع علي ثقافات الشعوب الأخرى في جميع المجالات.
- نشر الوعي بالتراث العربي والإسلامي وذلك من خلال تقديم أعمال التراث. وكذلك تقوية الانتماء لدى الشباب بتعريفهم بمختلف مراحل التاريخ المصري منذ الفراعنة وحتى الآن..

## أول الإصدارات
و كانت باكورة هذا الاتجاه الجديد في نشر الأعمال الموسوعية الكبرى ضمن سائر إصدارات مكتبة الأسرة، هي إعادة طبع موسوعة مصر القديمة لعالم المصريات الأشهر سليم حسن في 16 جزء، يتراوح عدد صفحات كل جزء بين 600 و 800 صفحة بثمن رمزي (خمسة جنيهات لكل جزء) وهذه الموسوعة التاريخية القيمة لا غنى عنها للمتخصصين والدارسين لتاريخ مصر القديم وعلومها وفنونها وديانتها وحياتها الثرية وتطور الجوانب المختلفة لحضارتها. وهي مرجع لا غنى عنه للتزود بالمعرفة الشاملة حول هذه الحضارة التي شكلت فجر ضمير البشرية.